# Awiszaj Hadari
Awiszaj Hadari (hebr. ‏אבישי הדרי‎; ur. 19 maja 1976 w Tyberiadzie) – izraelski reżyser teatralny, scenograf, malarz.

## Życiorys
W 1994 ukończył liceum o profilu artystycznym Thelma Yellin w Giwatajim. W 1997 zaczął studia w Szkole Teatru Wizualnego w Jerozolimie, gdzie zapoznał się z twórczością Tadeusza Kantora i dorobkiem Teatru Cricot 2. W 1998 jego spektakl pt. Rdza zdobył cztery nagrody na Festiwalu Teatru Awangardowego w Akce (w kategoriach: najlepszy spektakl, reżyseria, dekoracje, kostiumy), po czym był wystawiany w Narodowym Teatrze Habima.
W latach 1999–2004 Hadari studiował reżyserię w PWST w Krakowie. Miał wówczas okazję pracować m.in. z Andrzejem Wajdą jako asystent reżysera i odtwórca roli Hymena w Jak wam się podoba Szekspira (spektakl studentów PWST, reż. Andrzej Wajda, 2001). Wajda określił Hadariego jako najbardziej utalentowanego młodego reżysera, z jakim miał okazję współpracować. Hadari dokonał nowego przekładu Dybuka Szymona An-skiego (według hebrajskiej wersji Bialika), który posłużył potem Krzysztofowi Warlikowskiemu do inscenizacji Dybuka w TR Warszawa (2003). Dybuka i jego tłumaczenie Hadari wybrał jako temat swojej pracy magisterskiej napisanej w PWST pod kierunkiem prof. Jana Maciejowskiego. Sztukę An-skiego we własnej reżyserii wystawił dwukrotnie: w PWST (2004) oraz w Synagodze Izaaka na krakowskim Kazimierzu, w ramach Festiwalu Kultury Żydowskiej (2006).
W 2002 Hadari został wyróżniony przez izraelską fundację IcExcellence (The Israeli Cultural Excellence Foundation) promującą artystów różnych dziedzin.
W 2005 wyreżyserował w lubelskim Teatrze NN przedstawienie Sobotnia sukienka małej Hanełe, które wystawiono w ramach pierwszej edycji Festiwalu Teatrów Niewielkich. W czerwcu 2006 w Lublinie miało miejsce oficjalne otwarcie Lubelskiej Trasy Podziemnej; Hadari czuwał nad oprawą plastyczną uroczystości, tworząc m.in. replikę obrazu Pożar miasta Lublina w 1719 roku i wykorzystując ją w multimedialnej inscenizacji własnego autorstwa.
W lipcu 2007 artysta uczestniczył w warsztatach teatralnych Laboratorium Dramatu Tadeusza Słobodzianka w Nasutowie pod Lublinem. Tematem przewodnim spotkania była historia Żydów lubelskich. Pracę podczas warsztatów zarejestrowała Katarzyna Lisiak w krótkometrażowym filmie dokumentalnym Sztuka (w) dialogu?.
Jako scenograf Hadari współpracował ze Studium Aktorskim przy Teatrze Śląskim w Katowicach przy spektaklu Mateczka Władysława Terleckiego (2008).
Artysta prowadził też liczne warsztaty i wykłady na temat Dybuka oraz teatru Tadeusza Kantora, m.in. w moskiewskiej Szkole Sztuki Dramatycznej Anatolija Wasiljewa, Ośrodku Praktyk Teatralnych Gardzienice i Fundacji Pogranicze w Sejnach.